# Ptolemaeus X Alexander I
Ptolemaeus X Alexander I was een koning van Egypte.
Ptolemaeus X Alexander I werd rond 130 v.Chr. geboren als zoon van Ptolemaeus VIII Euergetes II en Cleopatra III. Zijn broer Ptolemaeus IX Soter II werd in 116 v.Chr. koning, maar deze kreeg ruzie met zijn vrouw en Cleopatra Selena I liet hem in 107 v.Chr. afzetten ten gunste van Ptolemaeus X.
Hij en Cleopatra Selena I heersten 19 jaar. Toen hij in 88 v.Chr. stierf, vluchtte Cleopatra met haar zoontje Ptolemaeus XI Alexander II. Ptolemaeus IX Soter II werd opnieuw koning van Egypte.